# ハリー・ポッターと死の秘宝
『ハリー・ポッターと死の秘宝』（ハリー・ポッターとしのひほう、原題: Harry Potter and the Deathly Hallows）は、イギリスの児童文学作家J・K・ローリングによって2007年7月21日に発売されている子供向けファンタジー小説。『ハリー・ポッター』シリーズの第7巻である。日本語版は2008年7月23日に静山社より発売された。
小説として刊行された最後のシリーズ作品であり、当初から全7巻構想とされていたシリーズの完結巻である。しかし2016年7月31日に当シリーズの後日談を描いた第8巻『ハリー・ポッターと呪いの子』（舞台脚本の書籍化）が発売されたために「完結巻」ではなくなった。
映画は前後編の2部に分けられ『ハリー・ポッターと死の秘宝 PART1』が2010年11月19日に、『ハリー・ポッターと死の秘宝 PART2』が2011年7月15日に公開された。
闇の魔法使いヴォルデモートの不死の秘密を握る「分霊箱」を探すハリー・ポッターたちの旅と、ヴォルデモートとの最終決戦を中心に描く。そのなかで、アルバス・ダンブルドアの驚くべき真実や、母・リリーとセブルス・スネイプの間にあった知られざる過去、それによるスネイプの悲壮な覚悟と決意、そして分霊箱のありかなど、これまで明かされなかったすべての真実が解き明かされる。

## あらすじ
セブルス・スネイプが放った死の呪いによってホグワーツ校長、アルバス・ダンブルドアは死亡し、死喰い人として帰還したスネイプは、ドラコ・マルフォイたちを連れて姿を消した。
スネイプに敗れたハリー・ポッターは、7年生に進級するはずだったが、前年にダンブルドアがハリーに遺した、ヴォルデモートを滅ぼす唯一の手段である「分霊箱」の破壊という仕事を遂行するため、学校には戻らず、親友のロンやハーマイオニーとともに旅に出る。ビルとフラーの結婚式が執り行われる中、魔法省が掌握される。すぐに3人は逃げ、トッテンハムコートで死喰い人に襲撃される。その後やってきたブラック邸で、サラザール・スリザリンのロケットを命懸けで奪い、破壊しようと試みた、”RAB”なる人物が、シリウス・ブラックの弟、レギュルス・アルクトゥルス・ブラックであると判明する。そして、魔法省に侵入し、ロケットを奪取。しかし、死喰い人に掴まれ、ブラック邸に逃げられず、森でキャンプをしながら分霊箱を探すことに。その頃、ホグワーツも死喰い人のスネイプが校長になるといった、数々の異変が起きる。さらに、困難な旅のなかで仲間割れが起きる。苛立ったハリーは謎の遺言や、中途半端なヒントしか残さなかったダンブルドアに対して、疑念と不信感を強めていく。そんなとき、突如ハリーの頭のなかにヴォルデモートの動向が映し出される。ヴォルデモートはとある杖を手に入れるために、杖作りのマイキュー・グレゴロビッチの店を襲撃してその記憶を覗き込んだ。しかし、大昔に謎の青年にその杖を奪われていたことを知り、命乞いをするグレゴロビッチを殺害する。
ハリーたちはゴドリックの谷を訪れ、手がかりを探す途中で、ダンブルドア家と強い繋がりを持つ魔法史家のバチルダ・バグショットと出会う。バチルダの屋敷でハリーはグレゴロビッチの過去の記憶に登場した謎の青年の写真を見つけるが、バチルダはすでに殺害されてヴォルデモートの蛇ナギニが化けており、ハリーたちはこれを退けてゴドリックの谷を離れる。
その後、仲間割れして、行方をくらましたロンが戻り、ロケットを破壊する。さらに道中、ハリーたちは、分霊箱の手がかりを探す途中で謎の青年の正体がダンブルドアの親友の闇の魔法使い、ゲラート・グリンデルバルドであることを知るとともに「死の秘宝」の伝説を知る。ほとんど知られていない古い物語に記された秘宝の話が本当であるならば、ヴォルデモートは分霊箱以上の力を手に入れることになる。ダンブルドア校長がハーマイオニーに託した『吟遊詩人ビードルの物語』に、ホグワーツのレイブンクロー寮に所属するハリーたちの親友の女子生徒のルーナ・ラブグッドの父が首から提げた印と同じものが書き込んであったことを思い出したハリーたちは、ルーナの父に会いに行く。その印は『吟遊詩人ビードルの物語』のなかの「3人兄弟の物語」に出てくるニワトコの杖、蘇りの石、透明マントという、3つの死の秘宝のことを示していた。
しかし、ハリーたちがラブグッド家に着いたときにはルーナは連れ去られており、死喰い人がルーナの父の家を攻撃する。一方、ヴォルデモートはニワトコの杖を求め、オーストリアのヌルメンガード城に幽閉されているグリンデルバルドのもとを訪れるが、過去の行いを反省し、改心していた彼にはぐらかされたうえで「お前は勝てない」と予言され、グリンデルバルドを殺害する。ハリーたちは脱出したが、ハリーが「禁句」を言ってしまったことで捕まり、死喰い人の本拠地であるマルフォイの館に連れて行かれる。ハリーとロンは地下牢に監禁され、同じく監禁されていたルーナと再会する。屋敷しもべ妖精・ドビーの手を借りて脱出に成功するが、ドビーは攻撃を受けて命を落とし、ハリーはドビーを埋葬する。そのころヴォルデモートは、ダンブルドア校長の墓を暴き、ニワトコの杖を手に入れる。
その後、グリンゴッツ魔法銀行に侵入し、ハップルパフのカップを盗み、のちに破壊する。しかし、ヴォルデモートは以前にも増して強力な存在となり、世界を恐怖に陥れる。宿敵であるハリーを殺すために、ヴォルデモートは死喰い人を総動員して分霊箱探しに戻ったホグワーツ魔法学校を包囲する。その間、ハリーは分霊箱を探し、見つかった箱をことごとく破壊していく。ダンブルドアのいなくなった学校は今や風前の灯火となり、ほかの教師たちがなんとか攻撃を防ぎ持ちこたえていたが、多くの学生や教師たちは闇の力に圧倒される。
ヴォルデモートはニワトコの杖の威力を試そうとするが、うまく作動しない。その原因が前の持ち主のダンブルドアを殺したスネイプであると予想したヴォルデモートは、彼を殺し持ち主の交代を図る。スネイプは死ぬ間際に、ハリーに自らの記憶を託す。その記憶は、スネイプがハリーの母であるリリーを心から愛していたことを示していた。スネイプはリリーに恋をしていたが、ふたりはしだいに疎遠となっていき、気づけばリリーはスネイプと犬猿の仲であるジェームズ（ハリーの父）と付き合いはじめていた。それでも彼はずっとリリーを思い続けていたが、スネイプはホグワーツ卒業後に死喰い人となり、ヴォルデモートの傘下に入った。予言により7月の暮れにポッター夫妻に子どもが生まれ、それがヴォルデモートにとって脅威になると知ったスネイプは、ヴォルデモートにその予言を伝えた。それが原因でリリーが殺され、自分の行動を悔いたスネイプはダンブルドアの陣営に寝返り、二重スパイとして、生き残ったリリーの息子ハリーを守ることを決意した。
最後の分霊箱を探していたハリーは、自分の中にヴォルデモートの魂の一部があることを知る。最後の分霊箱は自分自身のことだったと知ったハリーは、ヴォルデモートを倒すために、ネビル・ロングボトムに残る分霊箱であるナギニを殺すよう願い、自らの命をかけて戦いに進んで行く。
ハリーは、ぼろぼろになりながらも杖を振ってヴォルデモートと対決する。しかし、ハリーは死んで、謎の死と生の間の空間で、ダンブルドアに出会い、全てを知って「ヴォルデモートが生きている時、ハリーは死ねない」ということに従って復活する。ヴォルデモートはニワトコの杖の所有者は前の持ち主のダンブルドアを殺したスネイプで、そのスネイプを殺したことにより自分のものになったと思っていたが、実はダンブルドアが死ぬ前ドラコに武装解除されていたため、その時に杖の持ち主がドラコになっていたのだった。その後、ハリーがドラコを武装解除したことで、今の杖の持ち主はハリーになっていた。ハリーに忠誠を示した杖はヴォルデモートが使っても真の力を発揮せず、ヴォルデモートは自分の放った死の呪いが跳ね返り、死亡する。
それから19年後、大人になり家庭をもうけたハリーたちが、ホグワーツに入学する子どもたちを駅で見送るところで物語は終わる。

## 背景

### シリーズ
シリーズ第1作『ハリー・ポッターと賢者の石』は、1997年6月30日にブルームズベリー社から出版された。第2作『ハリー・ポッターと秘密の部屋』は、1998年7月2日に出版された。その後『ハリー・ポッターとアズカバンの囚人』は、1年後の1999年7月8日に出版された。『ハリー・ポッターと炎のゴブレット』は、2000年7月8日に出版された。『ハリー・ポッターと不死鳥の騎士団』は、2003年6月21日に出版された。『ハリー・ポッターと謎のプリンス』は、2005年7月16日に出版され、全世界での発売時点から最初の24時間で900万部を売り上げた。

### 書名の選択
この本の書名は、作中に登場する伝説の道具である「死の秘宝」、すなわち無敵の魔法の杖（ニワトコの杖）、死者を蘇らせる石（蘇りの石）、透明マントにちなんでいる。書名を発表する少し前、J・K・ローリングは3つの書名を考案していたと述べている。決定した書名は2006年12月21日にローリングのWebサイトでクリスマスをテーマにした特別なハングマンパズルで公開され、その後すぐに本書の出版社で確認された。ライブチャットにてその他の書名候補に関して尋ねられると、ローリングは『Harry Potter and the Elder Wand（ハリー・ポッターとニワトコの杖）』と『Harry Potter and the Peverell Quest（ハリー・ポッターとペベレル家の冒険）』だと答えた。

### 脱稿

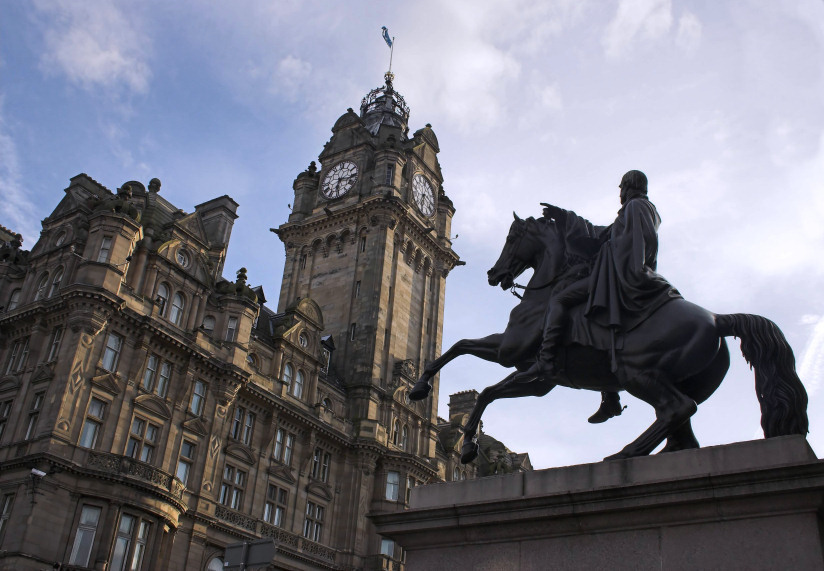
ローリングはバルモラル・ホテルの552号室で『死の秘宝』の最終章を完成させた。

2007年1月、ローリングはエディンバラのバルモラル・ホテルに滞在中に本書を完成させ、彼女の泊まった部屋にあった大理石のヘルメスの胸像に『JK Rowling finished writing Harry Potter and the Deathly Hallows in this room (652) on 11th Jan 2007.（J・K・ローリング、この部屋（652号室）にてハリー ポッターと死の秘宝を書き終える。2007年1月11日）』という署名入りの声明を残した。ローリングは彼女のWebサイトの声明で「私の人生でこれほど極端な感情が入り交じったことは一度もなく、胸が張り裂けるような気持ちととても嬉しい気持ちを同時に感じられるとは夢にも思っていませんでした」と述べた。彼女は、その複雑な心境を、チャールズ・ディケンズが1850年版『デイヴィッド・コパフィールド』の序文で表した「2年間にわたる想像力豊かな仕事」と引き合わせた。「それに対して、私はため息しかでません。17年間やってみてください、チャールズ。」と付け加えた。そして「『死の秘宝』は私のお気に入りで、それがシリーズを終わらせる一番すてきな方法です」と言いメッセージを締めくくった。
出版前に近刊書について尋ねられたとき、ローリングは「たとえ変えたかったとしても結末は変えられません」と述べた。「これらの本は、ずいぶん長い時間を掛けて、しかももう6冊も構想してきましたし、すべてある方向に向かっています。ですので、私には本当にできないんです。」 また彼女は、最終巻はシリーズの前作『ハリー・ポッターと謎のプリンス』と密接に関係し、「まるで同じ小説を二等分したかのようです」と述べている。彼女は、この巻の最終章をシリーズの初期の作業の一端として「1990年ごろに」書き終えたと述べた。またローリングは、最後の言葉を当初は「彼が愛した者だけが彼の稲妻の傷跡を見ることができた」のように書いていたことを明かした。ローリングは、人々ににヴォルデモートが再び蘇ると思われたり、ハリーの使命は終わったと言われたくなかったため、これを変更した。

## 主要テーマ

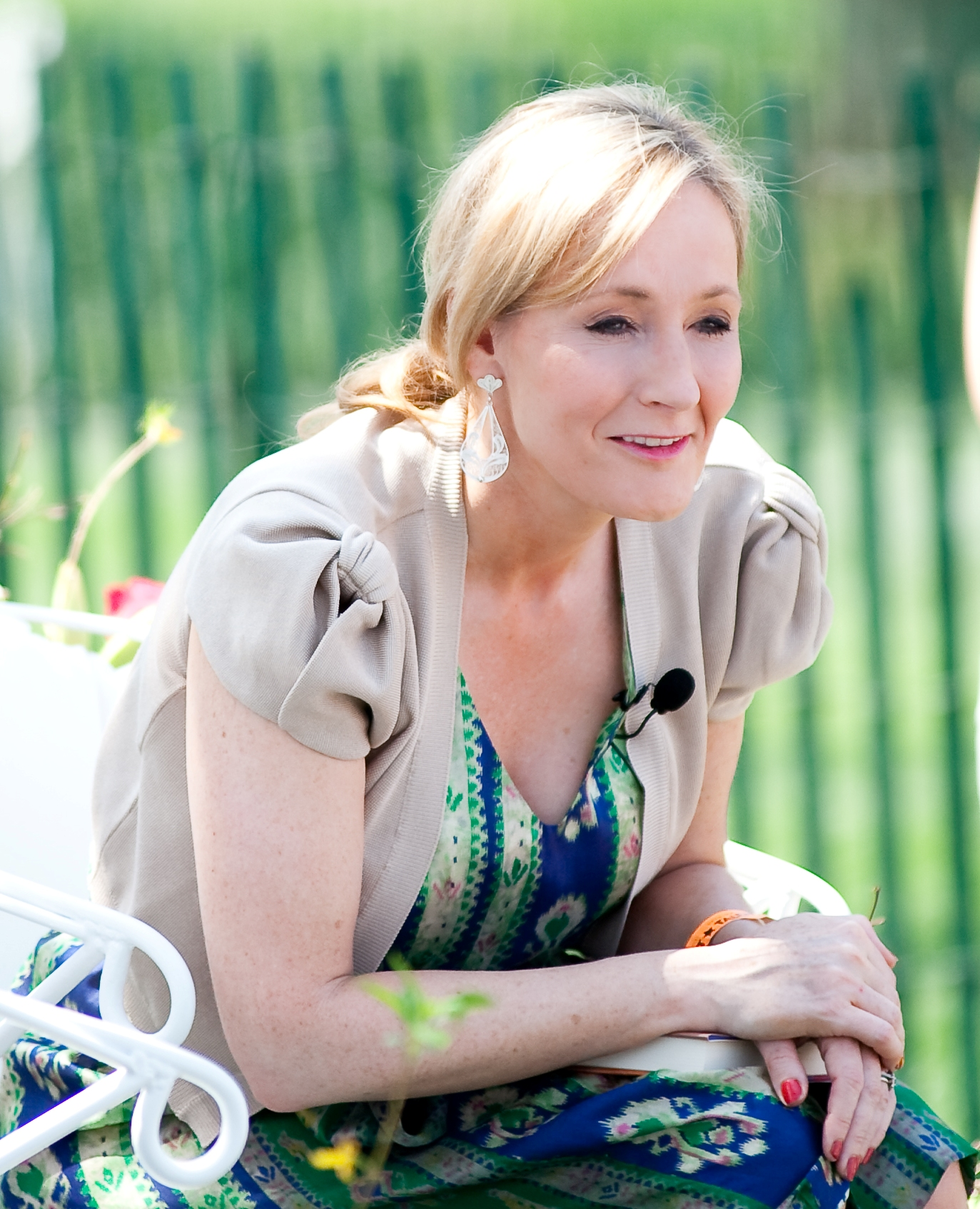
J・K・ローリングは、シリーズのおもなテーマはハリーが死に対処することだと語る

### 死
2006年のインタビューにてJ・K・ローリングは、シリーズのおもなテーマはハリーが死に対処することであり（物語はハリーの両親の死に始まり、ヴォルデモートの不死への執着と探求が描かれる）、1990年に多発性硬化症によって彼女の母親が亡くなったことが影響していると語った。タイム誌のレヴ・グロスマンは、このシリーズのメインテーマは死に直面してもなお愛し続けることの圧倒的な大切さであると述べている。

### 腐敗した社会での生き方
学者やジャーナリストは、より複雑なものや、政治的な意味合いを含むものなど、本書のテーマについてその他に多くの解釈の展開をしている。正常性、抑圧、生存、圧倒的な困難の克服などのテーマは、すべてシリーズ全体を通して広く行き渡っていると考えられてきた。同様に、青春期を通して前に進むというテーマや「最もつらい試練を乗り越え、それを受け入れる」というテーマが考慮されてきた。ローリングは、本書は「寛容を求める長期の議論、偏見に終止符を打つための長期の懇願」から成り、また「権力を疑い、(…) 支配層や報道機関が真実をすべて伝えてくれると思い込まない」ためのメッセージを伝えていると述べている。
一部の政治評論家は、J.K.ローリングが描く官僚化した魔法省や、その後の作品で魔法省がとった抑圧的な措置（ホグワーツ魔法学校への出席の強制や、魔法省への穢れた血の登録など）を、国家批判の寓喩と見る。

### キリスト教の寓話
ハリー・ポッターシリーズは魔術やオカルトを支持していると批判されてきた。『死の秘宝』の出版前、ローリングは自身の宗教について話すことを拒み、「私があまり自由に話すと、すべての読者が、それが10代であっても60代であっても、本の内容が推測できてしまう」と述べた。しかし、『死の秘宝』に登場するキリスト教の寓話については、多くの人が意見を述べている。例えば、キリストのように、ハリーは一度死んでから人類を救うために生き返る。生き返った場所はキングス・クロスである。それはハリーがダンブルドアへの信頼に葛藤する姿が描かれており、またローリングは「私の信念と宗教的信仰との葛藤 … 私はこの本には非常によく表れていると思います」と述べている。

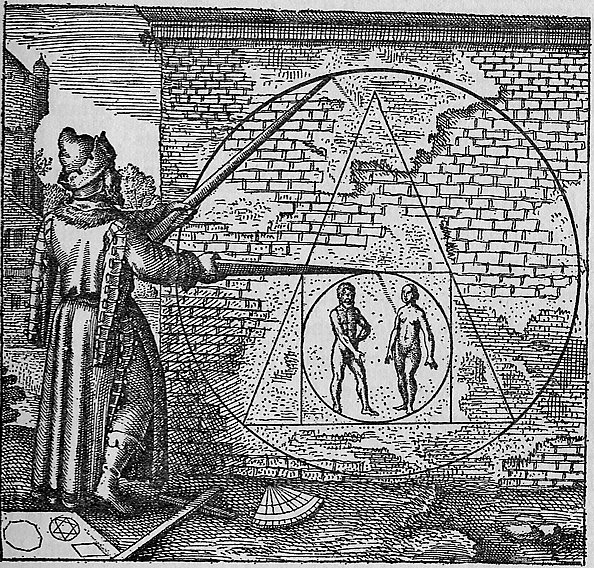
ミヒャエル・マイヤー、1617年の錬金術の著作『Atalanta Fugiens』に描かれた賢者の石、『死の秘宝』や『蘇りの石』の表現に類似している。

『死の秘宝』は、クエーカー教徒の指導者ウィリアム・ペンによるものと、アイスキュロスの『供養する女たち』からの、2つの題辞から始まる。これについて、ローリングは次のように述べている。「あの2つの引用を選ぶのは本当に楽しかったわ。1つは異教徒のもので、当然ですが、もう1つはキリスト教の伝統的なものですから。『秘密の部屋』が出版されたときから、選ばれるのはこの2つになることは分かっていました。もし第7巻の冒頭で使えるなら、完璧な結末にする手がかりになるってずっと思っていました。もしこの2つに関連性があるとしたら、私は行くべきところに行ったの。この2つの文章が私にすべてを語ってくれます、本当にね。」
ハリーが両親の墓を訪れると、墓には「最後の敵なる死もまた亡ぼされん」（コリント人への第一の手紙 15章26節）という聖書の言葉が刻まれている。ダンブルドアの家族の墓には、マタイによる福音書6章21節より「あなたの宝のあるところに、あなたの心もある」という聖書からの引用も残されている。ローリングは次のように述べている。「これらはとてもイギリス的な本なので、とても現実的な話として、ハリーは墓石に聖書からの引用を見つけるつもりでした。(……)(でも)彼がゴドリックの谷で見つけた墓石の2つの引用文は、このシリーズ全体を要約して、ほとんどをよく表していると思うんです。」
さらにハリー・ポッターの評論家であるジョン・グレンジャーは、ハリー・ポッターシリーズが人気を博した理由の1つは、（『ロミオとジュリエット』、C・S・ルイスの『ペレランドラ：金星への旅』、チャールズ・ディケンズの『二都物語』に似た）文学的な錬金術と視覚の象徴主義を用いたことであると指摘した。このモデルでは、著者は錬金術の大いなる業に沿って寓話から成る物語を紡いでいく。中世以来、錬金術の寓話はキリストの受難、死、復活を映し出してきた。シリーズ全体が錬金術に共通する記号を利用する一方、『死の秘宝』ではこのサイクルを完成させ、死、再生、蘇りの石というテーマを、錬金術の寓話の主要なモチーフや、シリーズ第1巻で示されたトピックと結びつけている。

## 発売

### マーケティングおよびプロモーション

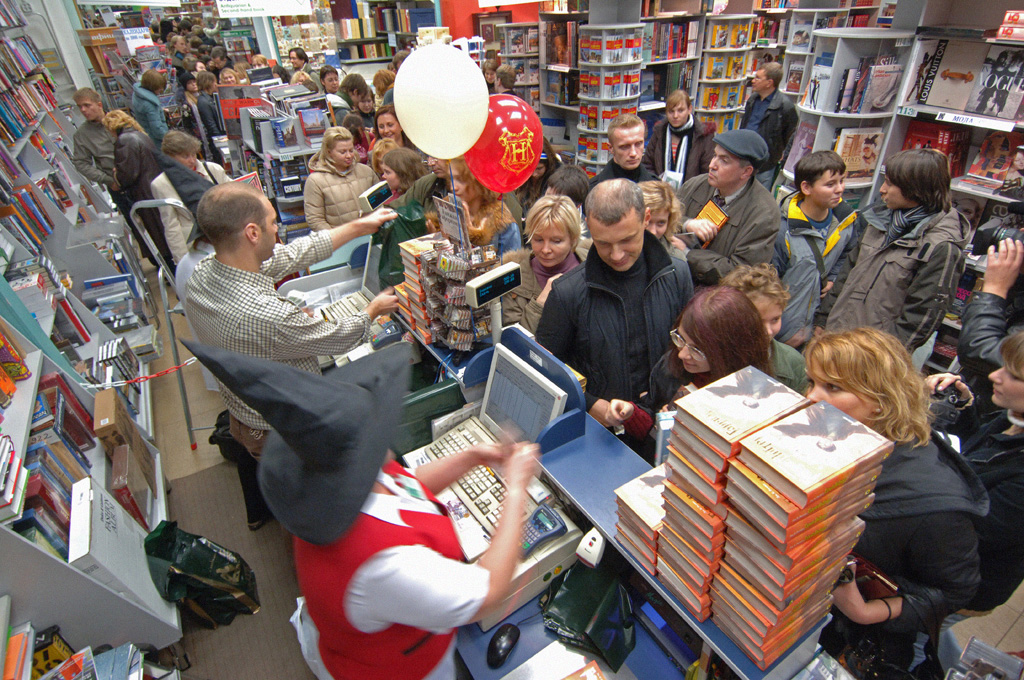
2007年10月13日、モスクワの書店Moskvaで第7巻のロシア語訳『ハリー・ポッターと死の贈り物』が発売された

発売を記念して、ローリング自身と投票で選ばれた1,700人のゲストとともに、ロンドンの自然史博物館で終夜のサイン会と読書会が開催された。ローリングは2007年10月にアメリカを巡回公演し、ニューヨークのカーネギー・ホールでは抽選で配布されたチケットでまた別のイベントが開催された。
ハリー・ポッターシリーズのアメリカの出版社であるスカラスティック社は、数百万ドルをかけた「There will soon be 7」（もうすぐ7が出る）マーケティング・キャンペーンを実施した。キャンペーンでは、全米40の図書館を巡回する「夜の騎士バス」、オンラインでのファン同士の議論やコンペ、コレクターズ・ブックマーク（しおり）、（一時的な）タトゥー、そしてファンの間で最も議論されている『死の秘宝』に関する7つの質問の段階的公開などが展開された。この本の発売を前に、スカラスティック社はファンが最終巻の中で答えを見つけられる以下の7つの質問を発表した。
1. 誰が生き延びて、誰が亡くなるのか?
2. スネイプは善か悪か?
3. ホグワーツは再開するのか?
4. 誰と誰が結ばれるのか?
5. 分霊箱はどこにあるのか?
6. ヴォルデモートを倒せるのか?
7. 死の秘宝とは何か?

J・K・ローリングは、行方不明となっているイギリス人児童マデリン・マクカーンの顔写真入りのポスターを、2007年7月21日の『死の秘宝』発売時に書店が利用できるよう出版社と調整し、ポスターが世界中の店で人目に付くよう掲示されることを願うと述べた。
小説『死の秘宝』の発売が2007年7月21日になることが発表されたあと、ワーナー・ブラザースはすぐに、映画『ハリー・ポッターと不死鳥の騎士団』が『死の秘宝』の発売直前の2007年7月13日に公開されると発表し、多くの人々が「2007年7月はハリー・ポッター月間だ」と祝った。

### 公表禁止
ブルームズベリー社は、発売日の7月21日まで本の内容について機密を守るため、1000万ポンドを投資した。ハリー・ポッターシリーズのアメリカの編集者であるアーサー・レヴィンは、『死の秘宝』をプレス評のための事前配布を否定したが、いずれにせよ、アメリカの2つの新聞が発売日より早く批評を掲載している。違反した販売業者に対してはシリーズの本が追加納品されないという、以前の巻に対して課せられた罰則はもはや抑止力として機能せず、一部の店舗が公表禁止措置を破り、早く販売するのではないかという憶測があった。

### ネット漏洩と早売り
発売前の1週間で、本物の漏洩と称する多くの文章が様々な形で現れた。7月16日、アメリカ版全759ページを写した一連の写真が流出し、正式な発売日より前に完全に文字起こしされた。のちにこの写真はウェブサイトやピア・トゥ・ピア・ネットワークに掲載されたため、スカラスティック社は流出元の1つを特定するために召喚令状を求めることになった。これはハリー・ポッターシリーズの歴史の中で、最も深刻なセキュリティ侵害であった。ローリングと彼女の弁護士は本物のネット漏洩があったことを確認した。2007年7月18日のボルチモア・サンとニューヨーク・タイムズの両紙に掲載された批評は、この漏洩した物語の多くの要素を裏付けており、発売のおよそ1日前にニューヨーク・タイムズ紙は、主に流れている漏洩が本物であることを確認した。
スカラスティック社は、アメリカ国内の供給量の約1万分の1（0.0001）が早期に発送されたと発表した。これは約1,200冊を意味すると解釈されている。メリーランド州のある読者は、発売される4日前にDeepDiscount.comから郵送で本を受け取り、スカラスティック社とDeepDiscount社の両方から信じられない反応を起こした。スカラスティック社は当初、それは「人為的ミス」だったと納得し、処罰の可能性を検討しないと報告したが、翌日になってスカラスティック社はDeepDiscount.comとその販売業者であるLevy Home Entertainment社に対して訴訟に踏み切ることを発表した。スカラスティック社は、シカゴのクック郡巡回裁判所に損害賠償請求を提訴し、DeepDiscount が「この待望の本の注意深く構成された発売の一部であることを知っていた契約に対する完全かつ重大な違反」に携わったと申し立てた。早売りされた本の一部はすぐにeBayに出品され、あるケースでは初値18米ドルから始まり250米ドルでパブリッシャーズ・ウィークリーに売られた。

### 価格競争とその他の論争
イギリスのスーパーマーケットであるアズダは、ほかのいくつかの同業者と共に、前々から大幅な割引価格でこの本の予約注文を受け付けていたが、1冊わずか5ポンド（約1235円）で販売することを発売2日前に発表し、価格競争の口火を切った。その後、ほかの小売チェーンも割引価格で販売した。これらの価格で、この本は目玉商品になった。これにより、従来のイギリスの書店は、そのような状況では競争にならないと主張して騒動になった。独立系書店が最も声高に抗議したが、イギリス最大の専業チェーン書店であるウォーターストーンズでさえ、スーパーマーケットの価格に太刀打ちできなかった。一部の小さな書店は、卸売業者ではなくそのスーパーマーケットから仕入れること対抗した。アズダはこの対策として、大量購入を防ぐために顧客あたり2冊までという制限を設けた。英国書店協会の広報担当、Philip Wicksは「これは私たちが参加することすらできない戦争です。ベイクドビーンズの缶詰のように、スーパーマーケットが（『死の秘法』を）目玉商品として扱うことにしたのは、非常に残念なことだと考えています」と述べた。Simba Information社のアナリスト、Michael Norrisは「あなたは本の価格を下げているだけではありません。この時点で、あなたは読書の価値を下げているのです」と述べた。
マレーシアでは、同様の価格競争が書籍の販売に関する論争を引き起こした。マレーシア最大の書店チェーンであるMPHブックストア、ポピュラー・ブックストア、タイムズ、ハリーズの4社は、テスコおよびカルフールのハイパーマーケットに対する抗議として、『ハリー・ポッターと死の秘宝』を棚から撤去することを決定した。本書のマレーシアでの小売価格は109.90リンギットだが、ハイパーマーケットのテスコやカルフールでは69.90リンギットで販売された。書店によるこの動きは、ハイパーマーケットから本書を撤去するよう販売業者のペンギン・ブックスに圧力をかける試みとして受け止められた。しかし2007年7月24日現在、価格競争は終結し、関係する4書店は店頭での本書の割引販売を再開している。また、ペンギン・ブックスはテスコとカルフールが本書を赤字販売していたことを確認し、彼らに優れたビジネスセンスと公正な取引を実践するよう求めていた。
本書がイスラエルで土曜日の早朝に発売されたことについて、安息日に反すると批判された。通商産業大臣のエリ・イシャイは、「このようなことが土曜日の午前2時に行われるのは、ユダヤの価値観やユダヤ文化に反する禁止事項です。別の日に行うようにしていただきたい」と意見を述べた。イシャイは、「労働時間と休息に関する法律」に基づいて起訴および罰金を科すことを示唆した。

### 版
『ハリー・ポッターと死の秘宝』は、ハードカバー版が2007年7月21日に、ペーパーバック版が2008年7月10日に英国で、2009年7月7日に米国で発売された。ニューヨークのソーホーでは、アメリカのペーパーバック版の発売記念パーティーが開催され、多くのゲームやアクティビティが行われた。2007年7月21日には、表紙絵が異なる「アダルト版」がブルームズベリー社から発売された。7月21日に発売された最初のアメリカのハードカバーと同時に、メアリー・グランプレによる新しい表紙絵が特徴のスカラスティック・デラックス版が10万部限定で発売された。2010年10月、ブルームズベリー社は箔押しと星印の模様が施された表紙が特徴の「セレブレートリー」ペーパーバック版を発売した。2010年11月1日、最後にブルームズベリー社からペーパーバックで本書の「シグネチャー」版が発売された。

### 翻訳
シリーズのこれまでの本と同様に、『ハリー・ポッターと死の秘宝』は多くの言語に翻訳されている。最初に発売された翻訳は2007年9月25日のウクライナ語版だった（『Гаррі Поттер і смертельні реліквії - Harry Potter i smertel'ni relikviji』）。本書のスウェーデン語の書名は、「本書をこれまで読んでいない状態で『死の秘宝』の2語（Deathly Hallows）を訳すのは難しい」というスウェーデンの出版社からの発売前の質問を受けて、ローリングが『Harry Potter och Dödsrelikerna』（ハリー・ポッターと死の遺物）と明かした。また、フランス語版（『Harry Potter et les reliques de la mort』）、スペイン語版（『Harry Potter y las Reliquias de la Muerte』）、オランダ語版（『Harry Potter en de Relieken van de Dood』）、セルビア語訳（『Хари Потер и реликвије смрти - Hari Poter i relikvije smrti』）、ブラジルポルトガル語訳（『Harry Potter e as Relíquias da Morte』）でもこの書名が使われている。最初のポーランド語版は、『Harry Potter i Insygnia Śmierci - Harry Potter and the Insignia of Death』（ハリー・ポッターと死の記章）という新しい書名で発売された。2008年6月27日、ヒンディー語版の『Harry Potter aur Maut ke Tohfe』（हैरी पॉटर और मौत के तोहफे）（ハリー・ポッターと死の贈り物）がインドでManjul Publicationから発売された。2007年12月1日、ルーマニア語版が『Harry Potter și Talismanele Morții』という書名で発売された。

## 評判

### 批評家の反応
ボルチモア・サン紙の評論家、メアリー・キャロル・マッコーリーは、本書はシリーズの以前の作品よりも深刻で、より簡潔な文章であると指摘した。さらに、ロンドン・タイムズ紙の批評家であるアリス・フォードハムは、「ローリングの才能は、ファンタジーの世界を完全に具現化するだけでなく、生き生きと描かれる、現実的で欠点もあるが勇敢で愛すべきキャラクターを創り出す静かな技術である」と書いている。フォードハムは、「私たちは長い道のりを共に歩んできたが、ローリングもハリーも最終的に私たちをがっかりさせなかった」と結んだ。ニューヨーク・タイムズ紙の批評家であるミチコ・カクタニも同意し、ハリーをヒーローであるだけでなく共感できるキャラクターとしたローリングの手腕を称賛した。
タイム誌のレフ・グロスマンは、この作品を2007年のフィクション本トップ10の8位に挙げ、「本がまだ世界的なマスメディアであり得ることを証明した」とローリングを称賛した。小説家のエリザベス・ハンドは、「……物語と人物の壮大で複雑な相互作用は、まるで3部作全体の要約を1冊に詰め込んだように見えることが多い」と批判した。カーカス・レビューの星印付きの書評では、「ローリングは、それらを互いに組み合わせたり敵対させたりすることに並外れた技術を示し、また記憶に残る人物が登場し、救いのある、抑えきれない楽しさに満ちた、素晴らしい教養小説に織り込んだ」と評者は述べている。また彼らは、小説の後半を称賛する一方で、終章は「挑発的で大雑把」だと批判した。ロンドン・タイムズ紙の別の書評では、評者のアマンダ・クレイグは、ローリングについて「独創的でハイ・コンセプト（解りやすく魅力的）な作家ではない」ものの、彼女は「児童小説の他の偉大な作家に肩を並べる」と述べた。さらにクレイグは、本作は「美しく評価され、復帰を勝ち取った」と述べ、ローリングの想像力が世代全体の認識を変えたことについて、「これは過去半世紀において、あらゆるジャンルのほとんどの存命作家が達成できなかったことだ」と述べた。
その一方、クリスチャン・サイエンス・モニターのジェニー・ソーヤーは、「ハリー・ポッターシリーズには、その鮮やかに描かれた魔法の世界から重層的な物語まで、愛すべきところがたくさんある」としながらも、「物語とは、登場人物の変化を描くものだ。そして、思春期は別にしてハリーはあまり変わらない。ローリングが思い描いたように、彼は善の道をしっかりと歩んでおり、ヴォルデモートに対する最後の勝利は、必然なだけでなく、虚しく感じられる」と述べた。ニューヨーク・タイムズ紙では、クリストファー・ヒッチェンズが、このシリーズを第二次世界大戦時代のイギリスの寄宿学校の物語と対比し、シリーズ全体について「ローリングは不滅の名声を勝ち得た」と書く一方、ローリングのデウス・エクス・マキナの使い方や、中盤のキャンプの章が「とてつもなく長い」こと、ヴォルデモートが「イアン・フレミングの悪役よりもうんざりするようになった」ことが気に入らないと述べた。ガーディアン紙のキャサリン・ベネットは、第1作の蛙チョコレートのカードにグリンデルバルドが登場するなど、ローリングが以前の作品から些細な物事を引き出し『死の秘宝』で大きく描いたことを称賛した。ベネットは「彼女の批評家の言うように、ローリングはディケンズではない」と指摘しつつも、ローリングは「すべての本で、大勢の新しい登場人物、場所、呪文、規則、そして想像もつかない意外な展開や小筋の数々をつくり、それら架空の存在に意思を持たせた」と述べている。
スティーヴン・キングは、作品について表面的な結論を急ぎすぎていると、マッコーリーを含む一部の批評家の反応を批判した。発売前の徹底的な秘密主義により、批評家が本を読んで検討する時間がなかったため、初期の批評には深みに欠けたものが多く、これは仕方がなかったのではないかと彼は思った。彼はその文体を残念に思うというよりむしろ、成熟し改善されたと感じた。彼は作品の主題がより大人向けになったことや、ローリングがシリーズの中盤から明らかに大人の読者を念頭に置いて執筆していたことを認めた。彼はこの点についてこの作品を、子供だけでなく大人にも魅力的だったことで成功を収め古典として確立している『ハックルベリー・フィンの冒険』や『不思議の国のアリス』と対比した。

### 販売

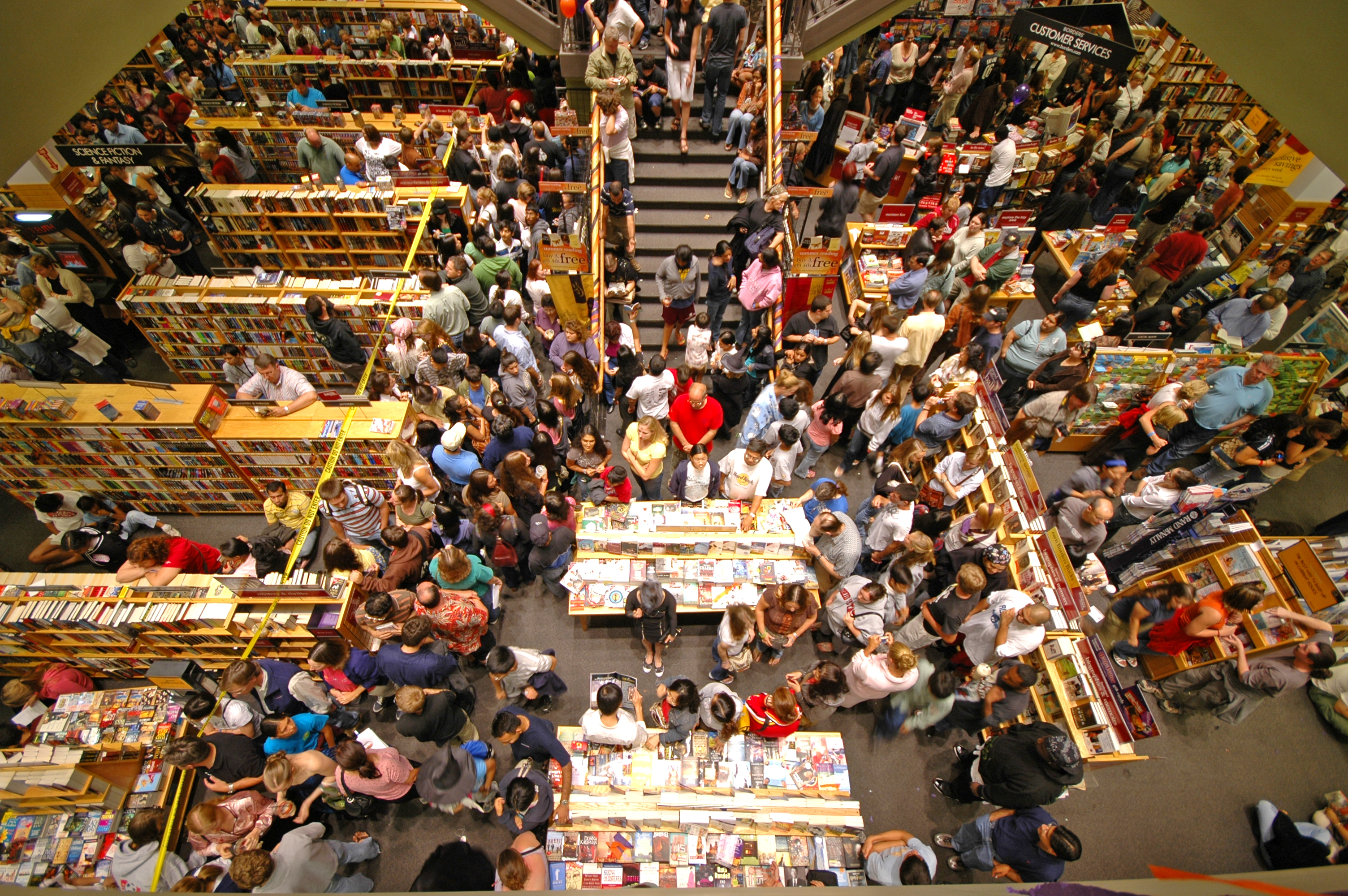
本を購入するために深夜にボーダーズに並ぶファン。発売日前日の23時56分の様子。

『ハリー・ポッターと死の秘宝』の売り上げは記録的なものだった。『死の秘宝』のアメリカでの初版発行部数は1200万部で、100万部以上がAmazon.comとバーンズ・アンド・ノーブルで予約され、予約販売は『謎のプリンス』より500パーセント高かった。2007年4月12日、バーンズ・アンド・ノーブルは『死の秘宝』について同サイトを通じて50万部以上の予約を受け付け、予約販売の記録を破ったと発表した。発売日には、アメリカで過去最高の830万部（1秒あたり96部以上）、イギリスで265万部の売り上げを記録した。これによりアメリカでの販売で、発売から24時間でもっとも速く売れた小説としてギネス世界記録を保持している。また、W・H・スミスでは、報道によると1秒あたり15部を売り上げた。発売から約1年後となる2008年6月までに世界中で約4400万部を売り上げたと伝えられている。

### 受賞歴および表彰歴
また、『ハリー・ポッターと死の秘宝』は複数の賞を受賞した。2007年、ニューヨーク・タイムズ「今年注目を集めた100冊」、と「注目すべき児童書」に選ばれた。ニューズウィーク誌の評論家であるマルコム・ジョーンズは、本作を2007年の最優秀作品とした。また、パブリッシャーズ・ウィークリー誌は2007年の最優秀作品の中に『ハリー・ポッターと死の秘宝』を入れた。また2007年には、本作はネビュラ賞のヤング・アダルトSFおよびファンタジー部門のアンドレ・ノートン賞を受賞した。2008年、アメリカ図書館協会は「青少年向け最優秀作品」のひとつとし、また「注目すべき児童書」にも挙げた。さらに『ハリー・ポッターと死の秘宝』は2008年コロラド・ブルー・スプルース・ブック賞を受賞した。

## 翻案

### 映画
『ハリー・ポッターと死の秘宝』の2部作の映画化は、デヴィッド・イェーツの監督、スティーヴ・クローヴスの脚本、デヴィッド・ハイマン、デヴィッド・バロンおよびJ・K・ローリングの製作で行われた。PART1は2010年11月19日に、PART2は2011年7月15日に公開された。撮影は2009年2月に開始し、2010年6月12日に終了した。しかし、元々の撮影期間が2日しかなかったため、出演者はエピローグ・シーンを再撮影することを承認した。再撮影は2010年12月頃に終了した。『PART1』はヴォルデモートがニワトコの杖を手に入れた原作の第24章で終了した。しかし、ディーン・トーマスやビクトール・クラムの登場、ピーター・ペティグリューの死などが省略された。Reelviewsのジェームズ・ベラーディネリは、脚本は『ハリー・ポッターと秘密の部屋』以来、原作に最も忠実だったと述べたが、映画が「原作自体の問題」を受け継いでいることから、一部の観客からは否定的な反応を受けた。

### オーディオブック
『ハリー・ポッターと死の秘宝』は、2007年7月21日にイギリスとアメリカで同時発売された。イギリス版はスティーヴン・フライの声の出演で約24時間、アメリカ版はジム・デールの声の出演で約21時間である。フライとデールの両名が146種類の異なる特徴的なキャラクターの声を収録し、その当時の個人が録音したオーディオブックとして最多となった。
デールは『死の秘宝』の功績により、2008年のグラミー賞で最優秀子供向けスポークン・ワード・アルバム賞を受賞した。また彼は、AudioFile誌のイヤホン賞を受賞し、「デールはオーディオブックの演技についてハードルを上げたため、それを飛び越えるナレーターは想像しがたい」と評された。

### ビデオゲーム
これまでのハリー・ポッター映画と同様に、『死の秘宝』の映画の公開と時を同じくして、エレクトロニック・アーツ（EA）により2本のアクション・アドベンチャー・ビデオゲームが制作された。PART1は2010年11月16日に、PART2は2011年7月12日に発売された。どちらのゲームも批評家からは賛否両論の反応を受け取った。

## その後の作品

### 吟遊詩人ビードルの物語
2008年12月4日、ローリングはイギリスとアメリカの両国で『吟遊詩人ビードルの物語』を発売した。『吟遊詩人ビードルの物語』は『死の秘宝』の派生作品であり、「魔法ワールド」の子供たちに伝えられる童話が含まれる。本作には、死の秘宝の物語である「三人兄弟の物語」を含む5つの短編小説が収録されている。
Amazonは、2007年12月にAmazonが競売で落札した本の複製である限定のコレクターズ・エディションを発売した。
この本は7冊作られた内の1冊がロンドンのサザビーズで競売にかけられた。総ページ数157ページが、ローリングのイラストと自身の手書きで執筆された。茶色のモロッコ革で装丁され、5つの手彫りの刻印入りのスターリングシルバーの装飾と、取り付けられたムーンストーンで飾られていた。

### ハリー・ポッターと呪いの子
2016年、ローリング、ジャック・ソーン、ジョン・ティファニーの原作を元にジャック・ソーンが脚本を書いた2部構成の演劇『ハリー・ポッターと呪いの子』が公開された。『ハリー・ポッター』シリーズの第8作とされる本作は、『死の秘宝』のエピローグから続く、大人になったハリー・ポッターとその息子、アルバス・セブルス・ポッターが描かれる。この劇の試験公演がロンドンのパレス劇場で2016年6月7日から始まり、2016年7月30日に初演された。またブロードウェイのリリック劇場で2018年3月16日から試験公演が始まり、2018年4月21日に開幕した。
舞台劇の脚本は2部構成のどちらも、『ハリー・ポッターと呪いの子 第一部・第二部』として印刷物およびデジタル形式で発売された。最初の版（特別リハーサル版）は、試験公演で使われた脚本に対応しており、本シリーズでのハリーの誕生日でありローリングの誕生日でもある、2016年7月31日に出版された。本の出版後も脚本の改訂が続けられたため、「決定版コレクターズ・エディション」として2017年7月25日に編集版が発売された。CNNによると、これは2016年で最も予約注文された本とのことである。

## その他
- この巻には表紙に今までなかったエピグラフが挿入されている。
- 著者はあるインタビュー[要文献特定詳細情報]で重要人物のうち、「2人が死に、1人が免れるだろう」と語った。しかし、これをあるメディア[要文献特定詳細情報]が「ハリー、ロン、ハーマイオニーの3人組のうち2人が死ぬ」という間違った内容で報道した。一部メディア[要文献特定詳細情報]では「宣伝のための煽り」として批判された。
- 発売日前に作品内容の露呈を防止するため、発行所のセキュリティーに26億円をかけたが情報が流失し、一部が販売される。入手した本をもとに『ニューヨーク・タイムズ』で批評が載りあらすじの一部が示唆されるなどのアクシデントがあった。
- 日本でも英語版が、世界同時に発売され、英語版にもかかわらず書籍売上で上位にランキングするなど、異例の売上げを記録した。
- タバコ依存症の診断基準から判断すると、『ハリー・ポッターと死の秘宝』はタバコと同じぐらいの依存性があるとJournal of General Psychologyで発表された。ハリー・ポッターシリーズの終了後、10％のファンは1日のうち4時間をハリー･ポッターに関連したことで過ごし、食欲不振や睡眠障害・低運動になって幸福を感じにくくなり怒りっぽくなっていると報告されている。ペンシルバニア州のミューレンバーグ大学の心理学者Jeffrey Rudski氏は「ハリー･ポッターやインターネット、ポルノなどへの熱中は薬物中毒と変わらない。何人かの読者は依存症の定義にピッタリと当てはまる。しかし麻薬とは違ってコミュニティを形成することもあるので、悪いことばかりではない」と述べた[127]。